# سيد طنطاوي (مخرج)
سيد طنطاوي (بالإنجليزية: Said Tantawi) مخرج مصري من مواليد 5 أغسطس 1935 حصل على بكالوريوس كلية التجارة عام 1958 بدأ حياته الفنية كمساعد مخرج لعدد من المخرجين منذ عام 1959 منهم حسن الإمام وأحمد ضياء الدين وعاطف سالم أخرج العديد من الأفلام وايضا المسلسلات التلفزيونية. امتد مشواره الفني 43 سنة أنجز خلالها: فيلماً واحداً في مجال التوزيع وهو «نصيب الأسد» عام 1991، وخمسة أفلام في مجال التأليف هي: الخطايا (1962) – زقاق المدق (1963) – امرأة لكل الرجال (1971) – عيب يا لولو.. يا لولو عيب (1995) – إحنا ولاد النهاردة (1995)، وستة أفلام في مجال الإنتاج هي: حسن وماريكا (1959) – في طريقي رجل (1967) – بديعة مصابني (1975) – كيدهن عظيم (1983) – محطة الأنس (1985) – إنقاذ ما يمكن إنقاذه (1985)، وساعد في إخراج أربعة أفلام هي: من غير ميعاد (1962) – بين القصرين (1962) – ألف ليلة وليلة (1964) – الصبا والجمال (1965)، وعمل ملاحظاً للسيناريو في فيلم «ثمن الحرية» (1967).

## قائمة أفلامه في الإخراج
فيلم «ولدت من جديد» بطولة محرم فؤاد عام 1965
فيلم «في طريقي رجل» بطولة ايهاب نافع عام 1967
فيلم «شارع الضباب» بطولة صباح عام 1967
فيلم «لقاء الغرباء» بطولة أحمد مظهر ومريم فخر الدين عام 1968
فيلم «الملعون / همسة الشيطان» بطولة عماد حمدي عام 1968
فيلم «الطريد» بطولة فريد شوقي عام 1968
فيلم «امرأة لكل الرجال» بطولة رشدي أباظة وشمس البارودي عام 1971
فيلم «ابنتي والذئب» بطولة شمس البارودي وحسن يوسف عام 1977
فيلم «عيب يا لولو .. يا لولو عيب» بطولة نيللى وعزت العلايلي عام 1978
فيلم «خدعتني امرأة» بطولة حسين فهمى وعفاف شعيب عام 1979
فيلم «لن اغفر أبدًا» بطولة نور الشريف ونورا عام 1981
فيلم «لحظة ضعف» بطولة صلاح ذو الفقار ونيللي وحسين فهمي عام 1981
فيلم «الأونطجية» بطولة سعيد صالح وعفاف شعيب عام 1987
السهرة التلفزيونية «بيان رسمي» بطولة ليلى طاهر وعمر الحريري عام 1989
فيلم «حالة مراهقة» بطولة محمد صبحي والهام شاهين عام 1990
فيلم «احذروا هذه المرأة» بطولة نجلاء فتحي ومحمود حميدة عام 1991
فيلم «إحنا ولاد النهاردة» بطولة عايدة رياض وعبد الله الكاتب عام 1995
مسلسل «الوزير الشاعر» بطولة عمر الحريري وأحمد عبد العزيز عام 1998
مسلسل «الحسن بن الهيثم» بطولة محمد وفيق وسوسن بدر عام 1998
مسلسل «حضرة المحترم» بطولة أشرف عبد الباقي وسلوى خطاب عام 1999
مسلسل «الو.. رابع مرة» بطولة مصطفى فهمي ونيللي عام 2002

## وصلات خارجية
- سيد طنطاوي على موقع IMDb (الإنجليزية)
- سيد طنطاوي على موقع الدهليز
- سيد طنطاوي على موقع قاعدة بيانات الأفلام العربية
- سيد طنطاوي على الدهليز
- سيد طنطاوي على كاروهات